# Балабеков, Оразалы Сатимбекович
Оразалы Сатимбекович Балабеков (Балабеков Оразалы Сәтімбекұлы) — советский и казахстанский учёный в области химических технологий и промышленной экологии, доктор технических наук (1985), профессор (1986), академик Национальной академии наук Казахстана (2003).

## Биография
Родился 14.10.1941 в с. Жетыбай ныне Байзакского района Жамбылской (Джамбулской) области. Происходит из рода жаныс племени дулат
Окончил Московский институт химического машиностроения (1963) и аспирантуру Ленинградского технологического института имени Ленсовета (1968). В 1970 г. защитил кандидатскую диссертацию на тему «Исследование процессов гидродинамики и пылеулавливания в аппаратах со взвешенной шаровой насадкой».
В 1963—1992 гг. в Казахском химико-технологическом институте: ассистент, старший преподаватель доцент, профессор.
Директор НИИ химической технологии и промышленной экологии, г. Шымкент (1992—1994), президент АО «Казхимпроектный научно-исследовательский институт» (1994—1997).
С 1998 года генеральный директор АО «Научно-Инженерно-Технологический институт».
Академик-секретарь Южно-Казахстанского отделения Академии наук Казахстана (с 1992 года).
Советник по научно-инновационным проектам Южно-Казахстанского государственного педагогического института. С 2002 г. — советник президента МКТУ им. Х. А. Ясави.

## Научная деятельность
Организовал отраслевую научно-исследовательскую лабораторию очистки и утилизации промышленных отходов производства фосфора и минеральных удобрений Минхимпрома СССР и Минудобрений СССР, две проблемные лаборатории по интенсификации тепломассообмена и особо чистых веществ, на базе которых организован НИИ химической технологии и промышленной экологии.
Под его руководством защищено 21 докторская и 58 кандидатских диссертаций.
Автор около 400 научных публикаций, в том числе 16 монографий. Получил 82 авторских свидетельства и патента на изобретения. Соавтор двух научных открытий № 144, 269 и научной гипотезы № 20-Н.

### Сочинения
- Очистка газов в химической промышленности : Процессы и аппараты / О. С. Балабеков, Л. Ш. Балтабаев. — М. : Химия, 1991. — 250,[1] с. : ил.; 22 см; ISBN 5-7245-0661-0
- Человек — производство — природа / О. С. Балабеков, Л. Ш. Балтабаев, С. С. Серманизов. — Алма-Ата : Кайнар, 1988. — 239,[1] с. : ил.; 17 см; ISBN 5-620-00006-0

## Награды и звания
Доктор технических наук (1985), профессор (1986), академик Академии наук Казахстана (2003) (член-корреспондент с 1995).
Изобретатель СССР (1982). Почётный химик СССР (1991). Награждён орденом «Знак Почёта» (1981) и медалями РК.

### Семья
Женат, трое детей:
- Сын — Балабеков Мади Оразалыулы, 13 июля 1969 г.р. Кандидат технических наук. Работает на нефтеперегонном заводе (ПКОП) города Шымкент по срециальности инженер-электронщик. Имеет 4 детей.)
- Дочь — Балабекова Мадина Оразалиевна, 20 июля 1970 г.р. Кандидат технических наук, доцент. Преподаватель кафедры АТПиП ЮКГУ города Шымкент.
- Дочь — Балабекова Алтынай.